# Basu Chatterjee

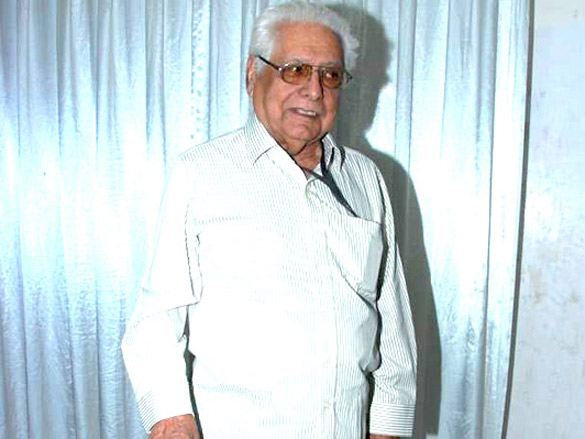
Basu Chatterjee

Basu Chatterjee (auch Basu Chatterji; * 10. Januar 1930 in Ajmer, Rajasthan; † 4. Juni 2020 in Mumbai, Maharashtra) war ein indischer Filmregisseur und Drehbuchautor des Hindi-Films.

## Leben
Er kam in den 1950er-Jahren nach Bombay und arbeitete 18 Jahre als Cartoonist und Illustrator für R. K. Karanjias Wochenzeitschrift „Blitz“. 1959 war er bei der Gründung der „Film Forum Society“ beteiligt.
Seine aktive Arbeit für den Film begann er als Regieassistent bei Basu Bhattacharyas Debütfilm Teesri Kasam (1966) und Govind Saraiyas Saraswatichandra (1968). Sein erster Film in eigener Regie, Sara Akash, entstand 1969 und brachte dem Kameramann K. K. Mahajan einen National Film Award für die beste Kamera. Sein zweites Werk Piya Ka Ghar (1971) war eine Adaption des marathischen Filmdramas Mumbaicha Javai (1970) von Raja Thakur. Danach verlegte er sich Low-Budget-Filmkomödien wie Rajnigandha (1974) und Chhoti Si Baat (1975) mit Amol Palekar in der Hauptrolle.
In den 1980er-Jahren drehte Chatterjee Teile von Fernsehserien für den Sender Doordarshan. Seit den späten 1990er-Jahren führte er auch Regie in bengalischen Filmen.
Wie Alfred Hitchcock trat Basu Chatterjee in seinen Filmen in Minirollen als Statist auf.

## Filmografie (Regie)
- 1969: Saara Akash
- 1971: Piya Ka Ghar
- 1974: Us Paar
- 1974: Rajnigandha
- 1975: Chhoti Si Baat
- 1976: Chitchor
- 1977: Swami
- 1977: Safed Jhoot
- 1977: Priyatama
- 1978: Tumhare Liye
- 1978: Khatta Meetha
- 1978: Dillagi
- 1978: Chakravyuha
- 1978: Do Ladke Dono Kadke
- 1979: Manzil
- 1979: Ratnadeep
- 1979: Prem Vivah
- 1979: Jeena Yahan
- 1979: Baaton Baaton Mein
- 1980: Apne Paraye
- 1980: Man Pasand
- 1981: Shaukeen
- 1982: Hamari Bahu Alka
- 1983: Pasand Apni Apni
- 1984: Lakhon Ki Baat
- 1985: Rajani (Fernsehserie)
- 1985: Darpan (Fernsehserie)
- 1985: Ek Ruka Hua Faisla (Fernsehserie)
- 1986: Chameli Ki Shaadi
- 1986: Sheesha
- 1986: Kirayadar
- 1986: Bhim Bhawani (Fernsehserie)
- 1987: Zevar
- 1988: Kakkaji Kahin (Fernsehserie)
- 1989: Kamla Ki Maut
- 1989: Durga
- 1990: Hamari Shaadi
- 1993: Byomkesh Bakshi (Fernsehserie)
- 1994: Triyacharitra?
- 1997: Gudgudee
- 1998: Hothat Brishti
- 2001: Chupi Chupi
- 2002: Tak Jhal Mishti
- 2006: Prateeksha
- 2007: Kuch Khatta Kuch Meetha
- 2008: Hochheta Ki?

## Auszeichnungen
- Sara Akash – Filmfare Award/Bestes Drehbuch
- Rajnigandha – Filmfare Award/Kritikerpreis – Bester Film
- Chhoti Si Baat – Filmfare Award/Bestes Drehbuch
- Swami – National Film Award/Bester Unterhaltungsfilm, Filmfare Award/Beste Regie
- Jeena Yahan – Filmfare Award/Kritikerpreis – Bester Film
- Kamla Ki Maut – Filmfare Award/Bestes Drehbuch